# Mike Gebhardt
Mike Gebhardt, född den 25 november 1965 i Columbus, Ohio, är en amerikansk seglare.
Han tog OS-silver i lechner i samband med de olympiska seglingstävlingarna 1992 i Barcelona.